# Liste des collections
 (mai 2025).
Motif : aucune source, probable travail inédit
- Archive Wikiwix
- Bing
- Cairn
- DuckDuckGo
- E. Universalis
- Gallica
- Google
- G. Books
- G. News
- G. Scholar
- Persée
- Qwant
- (zh) Baidu
- (ru) Yandex
- (wd) trouver des œuvres sur Wikidata

| 1. | Préciser le motif de la pose du bandeau. | Précisez le motif de la pose du bandeau en utilisant la syntaxe suivante : {{admissibilité à vérifier\|date=mai 2025\|motif=remplacez ce texte par le motif}}                              |
| 2. | Informer les utilisateurs concernés.     | Pensez à avertir le créateur de l'article, par exemple, en insérant le code ci-dessous sur sa page de discussion : {{subst:avertissement admissibilité à vérifier\|Liste des collections}} |

 (juin 2013).
Si vous disposez d'ouvrages ou d'articles de référence ou si vous connaissez des sites web de qualité traitant du thème abordé ici, merci de compléter l'article en donnant les références utiles à sa vérifiabilité et en les liant à la section « Notes et références ».
Une collection est à la fois un regroupement d'objets correspondant à un thème et l'activité qui consiste à réunir, entretenir et gérer ce regroupement.
Il existe des noms pour désigner les différents types de collection en fonction des objets auxquels elles se rapportent. Ces noms ne sont pas nécessairement attestés par tous les dictionnaires, ils n'ont qu'une valeur d'usage.
Ces noms sont souvent dérivés du grec ancien (avec utilisation de la lettre k) mais avec une présence du latin non négligeable conduisant régulièrement à la construction de mots hybrides mélangeant une racine latine au suffixe grec -philie qui désigne l'amitié, l'affinité voire l'amour ou la passion.
Ainsi la collection d'ours en peluche est désignée par arctophilie (littéralement : amour des ours) sur la base du grec ancien.
Exemple de mot hybride : arénophilie (aréno- + -philie).
Un mot construit uniquement sur le latin sera composé d'une racine et du suffixe -ie. Par exemple : cruciverbie.
Si la majorité des termes reprennent cette logique, il existe bien sûr des exceptions comme bibliomanie, héraldique ou médaillite.

## Liste alphabétique
Le tableau ci-dessous classe les différentes collections par le nom de la collection dans l'ordre alphabétique. 
Cette liste est non-exhaustive et ne contient de facto pas l'ensemble infini de collections existantes dans le monde. 
- Haut – A
- B
- C
- D
- E
- F
- G
- H
- I
- J
- K
- L
- M
- N
- O
- P
- Q
- R
- S
- T
- U
- V
- W
- X
- Y
- Z

| Nom de collection                                                        | Objet de collection |  |
| ------------------------------------------------------------------------ | --- |  |
| A                                                                        | |  |
| Aérophilatélie                                                           | Poste aérienne |  |
| Aérophilie                                                               | Aviation |  |
| Agruminvelopapyrophiliste                                                | Papiers d'emballages d'agrumes |  |
| Ailurophilie                                                             | Chats |  |
| Appertophilie                                                            | Ouvre-boîtes |  |
| Aqualabélophilie                                                         | Étiquettes de bouteilles d'eau |  |
| Aquariophilie                                                            | objet ou animal (dans un aquarium) |  |
| Arctophilie                                                              | Ours en peluche |  |
| Arénophilie                                                              | Sables |  |
| Atramantophilie                                                          | Encriers |  |
| Autographilie                                                            | Autographes et dédicaces |  |
| Autophilie                                                               | Tout sur les voitures |  |
| Avrilopiscicophilie                                                      | Poissons d'avril |  |
| B                                                                        | |  |
| Bédéphilie                                                               | Bandes dessinées |  |
| Bétâcornophilie                                                          | objets en corne |  |
| Bibliomanie                                                              | Livres ordinaires |  |
| Bibliophilie                                                             | Livres précieux |  |
| Billetophilie                                                            | Billets de banque |  |
| Bistrophilie                                                             | Objets de bistrot |  |
| Bolophilie                                                               | tasses et bols à café |  |
| Boximusicophilie                                                         | Boîte à musique |  |
| Botumodélophilie                                                         | Bateaux en bouteille |  |
| Buirophilie                                                              | Burettes d'huiles |  |
| Buticulamicrophilie                                                      | Mignonnettes de boissons |  |
| Buticulaplasticulophilie                                                 | Bouteilles en plastique |  |
| Buticulamicrophilie microphiliste                                        | Bouteilles miniatures (alcool) |  |
| Buxidanicophilie                                                         | Tabatières |  |
| C                                                                        | |  |
| Calamophilie                                                             | Plumes et porte-plume |  |
| Calcéologie                                                              | Chaussures et souliers |  |
| Camisophilie                                                             | Chemises |  |
| Campanophilie                                                            | Cloches |  |
| Canérophilie                                                             | Canards |  |
| Canivetie                                                                | Images pieuses manuelles (un canivettiste)                                                                                             |  |
| Capéophilie                                                              | Chapeaux |  |
| Capillabélophilie                                                        | Étiquettes de fond de chapeaux |  |
| Cappaspingulophilie                                                      | Épingles à chapeau |  |
| Capsulophilie                                                            | Capsules de bouteilles |  |
| Cartophilie                                                              | Cartes postales |  |
| Cartovisitophilie                                                        | Cartes de visite |  |
| Cassanuxiphilie                                                          | Casse-noix |  |
| Céphaloclastophilie                                                      | Casse-tête |  |
| Cervalobélophilie ou tégestophilie                                       | Sous-bock de bière |  |
| Cervalabélophilie                                                        | Étiquettes de bouteilles de bière |  |
| Chalunopantaxophilie                                                     | Pendules neuchâteloises |  |
| Chartalophilie                                                           | Cartons d'emballage |  |
| Chartasignopaginophilie                                                  | Marque-pages en papier |  |
| Chélonéphilie                                                            | Tortues |  |
| Chionosphéréphilie                                                       | boules à neige |  |
| Chromophilie                                                             | Affiches et/ou chromos |  |
| Circinusophilie                                                          | Compas |  |
| Claverotamophilie                                                        | Clé a molettes |  |
| Clavissophilie                                                           | Clés |  |
| Clupéidophilie                                                           | Boîtes de sardines |  |
| Cocacolabliphilie (un Cocacolabliphiliste)                               | Coca-Cola |  |
| Cochliophilie                                                            | Cuillères |  |
| Cococephalophilie                                                        | Noix de coco sculptées dans la fibre                                                                                                   |  |
| Cocoframophilie                                                          | Revues (numéros 1) |  |
| Cofféaphilie                                                             | Cafetières |  |
| Colombophilie                                                            | Pigeons voyageurs |  |
| Conchyliophilie                                                          | Coquillages |  |
| Copocléphilie                                                            | Porte-clés |  |
| Coquetiphilie                                                            | Coquetiers |  |
| Cristallographie, Cristallophilie                                        | Cristaux |  |
| Cruciverbie                                                              | Mots croisés |  |
| Cucullaphilie                                                            | Cagoules |  |
| Cucurbitacie                                                             | Étiquettes de melons (cucurbitaciste)                                                                                                  |  |
| Culbutophilie                                                            | Culbuto |  |
| Cumixaphilie                                                             | Allumettes |  |
| Cuniculophilie                                                           | Lapins, lièvres |  |
| D                                                                        | |  |
| Daguérotypie                                                             | Plaques photographiques en cuivre |  |
| Daguerréophilie Deltiologiste                                            | Photos anciennes Cartes postales |  |
| Dentiscalpie                                                             | Cure-dents |  |
| Digiconsuériphilie ou Digitabuphilie                                     | Dés à coudre |  |
| Discophilie                                                              | Disques |  |
| E                                                                        | |  |
| Échéphilie                                                               | Jeu d'échecs |  |
| Ékraventuphilie                                                          | Éventails |  |
| Émétoaérosagophilie                                                      | Sacs à vomi non utilisés |  |
| Encanolivretie                                                           | Catalogues de ventes aux enchères |  |
| Entomologie                                                              | Insectes, papillons |  |
| Énumérophilie                                                            | Listes |  |
| Éphécalarophilie                                                         | Calendriers |  |
| Érinnophilie                                                             | Vignettes sans valeur postale |  |
| Erpétolophilie                                                           | Grenouilles |  |
| Ésitériophilie                                                           | Titres de transport (chemin de fer, autobus, tramway, métropolitain, ...)                                                              |  |
| Éthylabélophilie                                                         | Étiquettes de vin, de bouteilles d'alcool                                                                                              |  |
| Étuilunatophilie                                                         | Étuis a lunettes |  |
| Exanumismatie                                                            | Jetons et métal frappé sans valeur nominale                                                                                            |  |
| F                                                                        | |  |
| Fabophilie ou Favophilie                                                 | Fèves de galettes des rois |  |
| Faexophilie                                                              | Crottes d'animaux, du latin faeces, pluriel de faex (« résidu »), fèces en français.                                                   |  |
| Félinophilie ou Ailurophilie                                             | Chats |  |
| Ferrovipathie                                                            | Trains réels et objets du Chemin de fer, avec le projet Ferrovipédia ; Trains miniatures                                               |  |
| Fibulanomisyophilie                                                      | Agrafes de vêtements. |  |
| Fibulanophilie ou Filbulanomie                                           | Boutons |  |
| Fiscophilie                                                              | Timbres fiscaux |  |
| Fructolabelophilie                                                       | Étiquettes de fruits |  |
| Florevasophilie                                                          | Vases à fleurs |  |
| G                                                                        | |  |
| Gallinoklougophilie                                                      | Cuisses de poulets |  |
| Gallinophilie                                                            | Poules et coqs |  |
| Gazettophilie                                                            | Journaux |  |
| Glacophilie                                                              | Emballages de glace ou de yaourt |  |
| Glandophilie                                                             | Balles de frondes |  |
| Glycophilie                                                              | Emballages de sucre pleins |  |
| H                                                                        | |  |
| Halieutophiliste                                                         | Articles de pêche |  |
| Héraldique                                                               | Blasons |  |
| Héraldocommunophilie                                                     | Sceaux municipaux |  |
| Herpétologie ou Herpétolophilie                                          | Reptiles (serpents, lézards, tortues, crocodiles, etc., sauf les tortues : chélonéphilie), et Amphibiens (grenouilles, salamandres...) |  |
| Huhulophilie                                                             | Chouettes et hiboux |  |
| Hyponomopomatophilie                                                     | Plaques d'égout |  |
| I                                                                        | |  |
| Ichtyophilie                                                             | Poissons (miniatures) |  |
| Iconomécanophilie ou mécaphotophilie                                     | Appareils photographiques |  |
| Iconophilie                                                              | Images pieuses mécaniques |  |
| Incudinophilie                                                           | Enclumes |  |
| Insignophilie                                                            | Insignes |  |
| Instogratophilie                                                         | Tickets de loterie à gratter |  |
| Instrumusaphilie                                                         | Instruments de musique |  |
| J                                                                        | |  |
| Jetonophilie                                                             | Jetons |  |
| Jocondophilie                                                            | La Joconde |  |
| Jokérophilie                                                             | Joker (de cartes à jouer) |  |
| K                                                                        | |  |
| Khélonéphilie ou Chélonéphilie                                           | Tortues |  |
| Kravacolluphilie                                                         | Cravates |  |
| L                                                                        | |  |
| Lamptérophilie                                                           | Lampe à souder, amateurs d'outils anciens à flamme                                                                                     |  |
| Latrinapapirophilie                                                      | Papier toilette |  |
| Lécythiophilie                                                           | Flacons de parfum |  |
| Lécythiophilie ou cuthomiurophilie                                       | Bouteilles miniatures (parfum) |  |
| Légufrulabélophilie                                                      | Étiquettes de fruits et de légumes |  |
| Lépidoptérophilie                                                        | Papillons (Lepidoptera) |  |
| Libellocénophilie ou Missuphilie                                         | Menus |  |
| Lithophilie                                                              | Pierres gravées |  |
| Lucanophilie                                                             | Cerfs-volants |  |
| Luciexstinguophilie                                                      | Eteignoirs |  |
| Ludophilie                                                               | Jeux et jouets |  |
| Luminophilie                                                             | Lampes |  |
| M                                                                        | |  |
| Magopinaciophilie                                                        | Tracts publicitaires des marabouts |  |
| Marcophilie                                                              | Oblitérations postales |  |
| Maïeusophilie                                                            | Objets représentant des scènes d'accouchements                                                                                         |  |
| Maximaphilie                                                             | Cartes « maximum » |  |
| Maximécanophilie ou Marcophilie                                          | Marques postales |  |
| Mécarithmophilie                                                         | Machines à calculer |  |
| Mécascriptophilie                                                        | Machines à écrire |  |
| Mécanophilie                                                             | Voiture |  |
| Médaillite                                                               | Médailles |  |
| Mélabélophilie                                                           | Étiquettes de miel |  |
| Mémorabilia                                                              | Objets olympiques et sportifs |  |
| Mérellophilie                                                            | Méreaux |  |
| Métrolophilie                                                            | Balance (instrument) |  |
| Microtyrosémiophilie                                                     | Étiquettes de crèmes de gruyère |  |
| Microcochliarmaphilie                                                    | Cuillères touristiques |  |
| Minéralophilie                                                           | Minéraux |  |
| Miniaturophilie                                                          | Modèles réduits |  |
| Minicathédraphilie                                                       | modèles réduits de chaises |  |
| Mnémophilie                                                              | Souvenirs |  |
| Mobilophilie                                                             | Téléphones mobiles |  |
| Molafabophilie                                                           | Moulins à café |  |
| Molubdotémophilie                                                        | Taille-crayons |  |
| Motophilie                                                               | Motos |  |
| Missuphilie ou Libellocénophilie                                         | Menus |  |
| Mycophilie                                                               | Champignons |  |
| N                                                                        | |  |
| Nanomanie                                                                | Nains de jardin |  |
| Nanipabullophilie                                                        | Nain de jardin à brouette |  |
| Napoléonie                                                               | Tout sur Napoléon |  |
| Neigenboulophilie                                                        | Boule neigeuse |  |
| Nicophilie                                                               | Paquets de cigarettes ; Cigarettes |  |
| Nissophilie                                                              | îles (thème) |  |
| Nœudelerophilie                                                          | Nœuds papillons |  |
| Nucléoextractophilie                                                     | Dénoyauteurs |  |
| Numismatique ou Numismatie                                               | Monnaies |  |
| O                                                                        | |  |
| Obituarophilie                                                           | Faire-part de décès |  |
| Ocaludophilie                                                            | Jeux de l'oie |  |
| Odolaphilie                                                              | Parfums |  |
| Œnographilie ou œnosémiophilie                                           | Étiquettes de bouteilles de vin |  |
| Oleumpizzasagoplasticulophilie                                           | Sachets plastiques d'huile à pizza |  |
| Ooligistie                                                               | Œufs d'oiseaux |  |
| Opercuphilie                                                             | Couvercles de petits pots de crème |  |
| Ovokindersurprisophilie                                                  | Œufs Kinder |  |
| Ovorajomorphiiphilie                                                     | Œufs de raies |  |
| P                                                                        | |  |
| Pachydermophilie                                                         | Éléphants |  |
| Paléographie                                                             | Écritures anciennes |  |
| Paléontologie                                                            | Fossiles ; voir Collecte de fossiles                                                                                                   |  |
| Papibeverophilie                                                         | Buvards publicitaires |  |
| Papiranapinophilie                                                       | Motifs de feuilles d'essuie-tout |  |
| Paraphilatélie                                                           | Timbres autres que postaux |  |
| Paternataliphilie                                                        | Pères Noëls |  |
| Pépériphilie                                                             | Poivrières |  |
| Pembertophilie                                                           | Coca-Cola |  |
| Périglycophilie ou Périsaccharophilie                                    | Emballages de sucre vides |  |
| Perrierophilie                                                           | Canettes de Perrier (eau minérale) |  |
| Phalérisie ou Phaléristique                                              | Décorations |  |
| Philatélie                                                               | Timbres-poste |  |
| Philatélie fiscale                                                       | Timbres fiscaux |  |
| Philopinie                                                               | Pin's |  |
| Philocorboliste ou Philocorbien                                          | Corbillards |  |
| Philopinie                                                               | Épinglettes (pin's) |  |
| Philuménie                                                               | Boîtes d'allumettes |  |
| Phlogophilie                                                             | Flammes postales |  |
| Phonephilie                                                              | Téléphones |  |
| Pictopublicephilie                                                       | Albums d'images publicitaires |  |
| Pipomanie                                                                | Pipes |  |
| Pissadouphilie                                                           | Pots de chambre |  |
| Placomusophilie                                                          | Plaque de muselet de champagne |  |
| Placophilie                                                              | Plaques d'immatriculation |  |
| Placosmaltophilie                                                        | Plaques publicitaires émaillées |  |
| Plangonophilie                                                           | Poupées |  |
| Plombophilie                                                             | Plombs fiscaux |  |
| Pouetophonophilie                                                        | Figurines sonores en caoutchouc |  |
| Préservatophilie ou sexosécurophilie                                     | Préservatifs |  |
| Pressophilie                                                             | Fers à repasser |  |
| Ptérophilie                                                              | Plumes d'oiseaux |  |
| Puxisardinophilie                                                        | Boîtes de sardines |  |
| Pyrogénophilie                                                           | Pyrogènes |  |
| Pyrophilie                                                               | Briquets |  |
| Pyrothécophilie                                                          | Munition d'arme à feu |  |
| Popiste                                                                  | Pop art |  |
| R                                                                        | |  |
| Russaphilie                                                              | Gommes |  |
| Rasophilie                                                               | Rasoirs |  |
| Rastelussophilie                                                         | Râteaux |  |
| S                                                                        | |  |
| Salinophilie                                                             | Salières |  |
| Saponiphilie                                                             | Savonnettes |  |
| Scalaglobuphilie                                                         | Boules de rampes d'escaliers |  |
| Schoïnopentaxophilie                                                     | Cordes de pendus |  |
| Scripophilie                                                             | Actions et titres anciens |  |
| Scutelliphilie                                                           | Écussons |  |
| Sibilumophilie                                                           | Sifflets |  |
| Sidérophilie                                                             | Fers à repasser en fer |  |
| Sigillophilie                                                            | Sceaux |  |
| Signopaginophilie                                                        | Marque-pages |  |
| Sphénisciphilie                                                          | Manchots |  |
| Stéphanophilie                                                           | Couronnes de galettes des rois |  |
| Stickophilie                                                             | Autocollants |  |
| Suidéphilie                                                              | Cochons |  |
| Stylobiliaphilie, Stylumobilophilie, Stylographilie, Stylopubligraphilie | Stylo |  |
| T                                                                        | |  |
| Tabacophilie                                                             | Tout sur le tabac |  |
| Tappabotuphilie                                                          | Bouchons |  |
| Taquinophilie                                                            | Taquins |  |
| Tégestophilie                                                            | Tout sur la bière |  |
| Tégestophilie                                                            | Bouteilles de bière |  |
| Télécartophilie                                                          | Cartes téléphoniques |  |
| Téphraphilie                                                             | Cendriers |  |
| Tintinophilie                                                            | Tout sur Tintin |  |
| Tudiculaphilie                                                           | Cuillères à cocktail |  |
| Tupiphilie                                                               | Toupies |  |
| Tyrosémiophilie                                                          | Étiquettes de fromage |  |
| U                                                                        | |  |
| Ultratrifoliophilie                                                      | Trèfle à quatre feuilles |  |
| V                                                                        | |  |
| Vaccaphilie                                                              | Vaches (thème) |  |
| Vachequiritphilie                                                        | Tout sur la Vache qui rit |  |
| Vélocipédie                                                              | Vélos |  |
| Ventilaphilie                                                            | Ventilateurs |  |
| Vêtiétiquetophilie                                                       | Étiquettes de vêtements |  |
| Vexillophilie                                                            | Drapeaux et étendards |  |
| Vidéoludologie ou vidéoludophilie                                        | Jeux vidéo |  |
| Vitolphilie                                                              | Bagues de cigares |  |
| Vitolphiluménie                                                          | Boîtes de cigares |  |
| Votaphilie                                                               | Factures anciennes |  |
| W                                                                        | |  |
| Whiscotchphilie ou Whiscophilie                                          | Whiskies et scotchs |  |
| X                                                                        | |  |
| Xylophilie                                                               | Gravures sur bois |  |

## Liste par thème
Le tableau ci-dessous classe différentes collections à partir du thème ou de l’objet collectionné. Voir aussi collections par nom de collection pour le tableau inverse.
Cette liste est non-exhaustive et ne contient de facto pas l'ensemble infini de collections existantes dans le monde. 
- Haut – A
- B
- C
- D
- E
- F
- G
- H
- I
- J
- K
- L
- M
- N
- O
- P
- Q
- R
- S
- T
- U
- V
- W
- X
- Y
- Z

| Objet de collection                           | Nom de collection                                                        | Nom du collectionneur                                                |
| --------------------------------------------- | ------------------------------------------------------------------------ | -------------------------------------------------------------------- |
| A                                             |                                                                          |                                                                      |
| Actions et titres anciens                     | Scriptophilie (Belgique), Scripophilie (France)                          | Scriptophilie (Belgique), Scripophilie (France)                      |
| Affiches et chromos                           | Chromophilie                                                             | Chromophilie                                                         |
| Aimants                                       | Aimantophilie                                                            | Aimantophilie                                                        |
| Albums d’images publicitaires                 | Pictopublicephilie                                                       | Pictopublicephilie                                                   |
| Allumettes                                    | Cumixaphilie                                                             | Cumixaphilie                                                         |
| Appareils photographiques                     | Iconomécanophilie ou Mécaphotophilie                                     | Iconomécanophilie ou Mécaphotophilie                                 |
| Assiettes en faïence                          | Platokaolinophilie                                                       | Platokaolinophilie                                                   |
| Astérix                                       | Astérixophilie                                                           | Astérixophile                                                        |
| Autocollants                                  | Stickophilie                                                             | Stickophile                                                          |
| Autographes et dédicaces                      | Autographilie                                                            | Autographile                                                         |
| Aviation                                      | Aérophilie                                                               | Aérophile                                                            |
| B                                             |                                                                          |                                                                      |
| Bagues et alliances                           | Baguophilie                                                              |                                                                      |
| Bagues de cigares                             | Vitolphilie                                                              |                                                                      |
| Balance (instrument)                          | Métrolophilie                                                            |                                                                      |
| Ballons et montgolfières                      | Montgolfièrie                                                            |                                                                      |
| Banania (thème)                               | Bananiophilie ou Yabonophilie                                            |                                                                      |
| Bandes dessinées                              | Bédéphilie                                                               |                                                                      |
| Bateaux en modèle réduit                      | Navimodélophilie                                                         |                                                                      |
| Bateaux en bouteille                          | Botumodélophilie                                                         |                                                                      |
| Batteurs et fouets de cuisine                 | Battophilie                                                              |                                                                      |
| Bière (thème)                                 | Tégestophilie                                                            |                                                                      |
| Bilboquets                                    | Bilboquetophilie                                                         |                                                                      |
| Billes                                        | Billophilie                                                              |                                                                      |
| Billets de banque                             | Billetophilie                                                            |                                                                      |
| Blasons                                       | Héraldique                                                               |                                                                      |
| Bois                                          | Xylophilie                                                               |                                                                      |
| Boîtes d’allumettes                           | Philuménie                                                               |                                                                      |
| Boîtes de sardines                            | Puxisardinophilie                                                        |                                                                      |
| Boîtes en fer                                 | Boxoferrophilie                                                          |                                                                      |
| Boîtes à musique                              | Boximusicophilie                                                         |                                                                      |
| Boîtes de cigares                             | Vitolphiluménie                                                          |                                                                      |
| Boîtes à ouvrage                              | Boxartophilie                                                            |                                                                      |
| Bouchons de bouteilles                        | Tappabotuphilie                                                          |                                                                      |
| Bouchons de carafes                           | Tappacaraphilie                                                          |                                                                      |
| Boules à neige                                | Neigenboulophilie ou Chionosphéréphilie                                  |                                                                      |
| Boussoles                                     | Bussolaphilie                                                            |                                                                      |
| Bouteille de bière                            | Tégestophilie                                                            |                                                                      |
| Bouchons de champagne (plaque)                | Placomusophilie                                                          |                                                                      |
| Bouteilles d’alcool                           | Œnophilie                                                                |                                                                      |
| Bouteilles miniatures d’alcool                | Buticulamicrophilie ou microphilie                                       |                                                                      |
| Bouteilles miniatures de parfum               | Lécythiophilie ou Cuthomiurophilie                                       |                                                                      |
| Boutons                                       | Fibulanomie ou Fibulanophilie                                            |                                                                      |
| Briquets                                      | Pyrophilie                                                               |                                                                      |
| Brosses à dents                               | Brœphilie                                                                |                                                                      |
| Buvards publicitaires                         | Papibeverophilie                                                         |                                                                      |
| C                                             |                                                                          |                                                                      |
| Cachets postaux d’aviation                    | Aérosémiophilie                                                          |                                                                      |
| Cadenas et serrures                           | Caténaphilie                                                             |                                                                      |
| Cagoule                                       | Cagoulophilie                                                            |                                                                      |
| Cafetières                                    | Cofféapuilie                                                             |                                                                      |
| Calendriers                                   | Éphécalarophilie                                                         |                                                                      |
| Canettes                                      | Canettophilie                                                            |                                                                      |
| Capsules de bouteilles                        | Capsulophilie                                                            |                                                                      |
| Capsules de muselets de champagne             | Placomusophilie                                                          |                                                                      |
| Carnets de timbres                            | Carnetisme                                                               |                                                                      |
| Cartes à puce                                 | Cartopucie                                                               |                                                                      |
| Cartes « maximum »                            | Maximaphilie                                                             |                                                                      |
| Cartes parfumées                              | Olfcartophilie                                                           |                                                                      |
| Cartes postales                               | Cartophilie                                                              |                                                                      |
| Cartes postales sur la BD                     | CartoBDphilie                                                            |                                                                      |
| Cartes téléphoniques                          | Télécartophilie                                                          |                                                                      |
| Cartes de visite                              | Cartovisitophilie                                                        |                                                                      |
| Casse-noix                                    | Cassanuxiphilie                                                          |                                                                      |
| Casse-têtes                                   | Céphaloclastophilie                                                      |                                                                      |
| Cendriers                                     | Téphraphilie                                                             |                                                                      |
| Cerfs-volants                                 | Lucanophilie                                                             |                                                                      |
| Chaises miniatures                            | Minicathédraphilie                                                       |                                                                      |
| Champignons                                   | Mycophilie                                                               |                                                                      |
| Chapeaux                                      | Capéophilie                                                              |                                                                      |
| Chats (thème)                                 | Félinophilie                                                             |                                                                      |
| Chaussures et souliers                        | Calcéologie                                                              |                                                                      |
| Chemin de fer                                 | Ferrovipathie                                                            |                                                                      |
| Cheval (thème)                                | Équitophilie                                                             |                                                                      |
| Chiens                                        | Cynophilie                                                               |                                                                      |
| Chouettes et hiboux                           | Huhulophilie                                                             |                                                                      |
| Chromos et affiches                           | Chromophilie                                                             |                                                                      |
| Cigarettes                                    | Nicophilie                                                               |                                                                      |
| Cinéma                                        | Cinéphilie                                                               |                                                                      |
| Cintres                                       | Cincturaphilie                                                           |                                                                      |
| Cirque (thème)                                | Circophilie                                                              |                                                                      |
| Clefs anciennes                               | Clavissophilie                                                           |                                                                      |
| Cloches et sonnettes                          | Campanophilie                                                            |                                                                      |
| Clowns                                        | Klunophilie                                                              |                                                                      |
| Coca-Cola                                     | Cocacolabliphilie                                                        | Cocacolabliphiliste                                                  |
| Cœurs                                         | Kardophilie ou Cardyophilie                                              |                                                                      |
| Cochons                                       | Suidéphilie                                                              |                                                                      |
| Cognac (liqueurs)                             | Cognacaquavitaphilie                                                     |                                                                      |
| Colliers                                      | Collariphilie                                                            |                                                                      |
| Coquetiers                                    | Coquetiphilie                                                            |                                                                      |
| Coquillages                                   | Conchyliophilie                                                          |                                                                      |
| Cordes de pendus                              | Schoïnopentaxophilie                                                     |                                                                      |
| Couvercles de petits pots de crème            | Opercuphiliste                                                           |                                                                      |
| Cravates                                      | Kravacolluphilie                                                         |                                                                      |
| Cristaux                                      | Cristallophilie                                                          |                                                                      |
| Croix et crucifix                             | Cruciphilie                                                              |                                                                      |
| Crottes d'animaux                             | Faexophilie                                                              |                                                                      |
| Cuillères                                     | Cochliophilie                                                            |                                                                      |
| Cuillères touristiques (petites)              | Microcochliarmaphilie                                                    |                                                                      |
| Cycles                                        | Cyclophilie                                                              |                                                                      |
| D                                             |                                                                          |                                                                      |
| Dauphins (tout sur les)                       | Delphinuphilie                                                           |                                                                      |
| Dés à coudre                                  | Digiconsuériphilie                                                       |                                                                      |
| Dés à coudre en faïence                       | Digitabuphilie                                                           |                                                                      |
| Dessins et peintures                          | Moreaunélatonie                                                          |                                                                      |
| Daguerréotypes (photos anciennes)             | Daguerréophilie                                                          |                                                                      |
| Décorations honorifiques                      | Phalérisie                                                               |                                                                      |
| Détendeurs                                    | Spirodeterophilie                                                        |                                                                      |
| Disques                                       | Discophilie                                                              |                                                                      |
| Disques du même artiste                       | Monodiscophilie                                                          |                                                                      |
| Distributions d'OS libres (GNU/Linux, BSD...) | Distrophilie                                                             |                                                                      |
| Divination                                    | Occultisme                                                               |                                                                      |
| Drapeaux, pavillons et étendards              | Vexillophilie                                                            |                                                                      |
| E                                             |                                                                          |                                                                      |
| Eaux en bouteille                             | Aquaphilie                                                               |                                                                      |
| Échantillons de parfumerie                    | Lécythiophilie                                                           |                                                                      |
| Écritures anciennes                           | Paléographie                                                             |                                                                      |
| Écussons                                      | Scutelliphilie                                                           |                                                                      |
| Électricité                                   | Électrophilie                                                            |                                                                      |
| Éléphants (thème)                             | Pachydermophilie                                                         |                                                                      |
| Emballages de sucre pleins                    | Glycophilie                                                              |                                                                      |
| Emballages de sucre vides                     | Périglycophilie                                                          |                                                                      |
| Emballages de sucre publicitaires             | Périsaccharophilie                                                       |                                                                      |
| Emprunts et sous-titres                       | Scripophilie                                                             |                                                                      |
| Enclumes                                      | Incudinophilie                                                           |                                                                      |
| Encriers                                      | Atramantophilie                                                          |                                                                      |
| Enveloppes illustrées                         | Enveloppillystrophilie                                                   |                                                                      |
| Épinglettes (pin’s)                           | Philopinie                                                               |                                                                      |
| Escargot                                      | Cochleapilie                                                             |                                                                      |
| Espace (thème)                                | Spacénophilie                                                            |                                                                      |
| Éteignoirs                                    | Luciexstinguophilie                                                      |                                                                      |
| Étiquettes de bouteille d’alcool              | Éthylabélophilie                                                         |                                                                      |
| Étiquettes de bouteille d’eau                 | Aqualabélophilie                                                         |                                                                      |
| Étiquettes de bouteille de bière              | Cervalobélophilie                                                        |                                                                      |
| Étiquettes de fromage                         | Tyrosémiophilie                                                          |                                                                      |
| Étiquettes de fruits et de légumes            | Légufrulabélophilie                                                      |                                                                      |
| Étiquettes de melon                           | Cucurbitacie                                                             |                                                                      |
| Étiquettes de parfum                          | Odolabélophilie                                                          |                                                                      |
| Étiquettes de saucisson                       | Salcicophilie                                                            |                                                                      |
| Étiquettes de bouteilles de vin               | Œnographilie ou œnosémiophilie                                           |                                                                      |
| Étiquettes de vêtements                       | Vêtiétiquetophilie                                                       |                                                                      |
| Ex-libris                                     | Exlibrisme                                                               |                                                                      |
| F                                             |                                                                          |                                                                      |
| Factures anciennes                            | Votaphilie                                                               |                                                                      |
| Faire-part de décès                           | Obituarophilie                                                           |                                                                      |
| Faits divers d’actualité                      | Éphémératophilie                                                         |                                                                      |
| Fers à repasser                               | Pressophilie                                                             |                                                                      |
| Fers à repasser en fer                        | Sidérophilie                                                             |                                                                      |
| Fèves de galettes des rois                    | Fabophilie                                                               |                                                                      |
| Figurines (pop)                               |                                                                          |                                                                      |
| Filtres à thé                                 | Théofiltrophilie                                                         |                                                                      |
| Flacons de parfum                             | Lécythiophilie                                                           |                                                                      |
| Flacons d’arôme                               | Satoflascophilie                                                         |                                                                      |
| Flammes postales                              | Phlogophilie                                                             |                                                                      |
| Flancs de muselets de champagne               | Capsulorotophilie                                                        |                                                                      |
| Flipper                                       | Ludobistrophilie                                                         |                                                                      |
| Fossiles                                      | Paléontologie                                                            |                                                                      |
| G                                             |                                                                          |                                                                      |
| Gravures sur bois                             | Xylophilie                                                               |                                                                      |
| Grenouilles                                   | Herpétolophilie                                                          |                                                                      |
| H                                             |                                                                          |                                                                      |
| Hameçons                                      | Hamuphilie                                                               |                                                                      |
| Hiboux et chouettes                           | Hululophilie                                                             |                                                                      |
| Hochets                                       | Hochetophilie                                                            |                                                                      |
| Horloges en faïence                           | Majoliclockophilie                                                       |                                                                      |
| I                                             |                                                                          |                                                                      |
| Îles (thème)                                  | Nissophilie                                                              |                                                                      |
| Images pieuses mécaniques                     | Iconophilie                                                              |                                                                      |
| Images pieuses manuelles                      | Canivetie                                                                |                                                                      |
| Insectes                                      | Collection d'insectes                                                    |                                                                      |
| Insignes militaires                           | Ancillaphilie                                                            |                                                                      |
| Isolateurs                                    | Isolatophilie                                                            |                                                                      |
| Ivoire                                        | Éboriphilie                                                              |                                                                      |
| J                                             |                                                                          |                                                                      |
| Jetons                                        | Jetonophilie                                                             |                                                                      |
| Jetons de caddie                              | Clécadisme                                                               |                                                                      |
| Jeux de l’oie                                 | Ocaludophilie                                                            |                                                                      |
| Jeu d'échecs                                  | Échéphilie                                                               |                                                                      |
| Jeux et jouets                                | Ludophilie                                                               |                                                                      |
| Jeux et jouets de McDonald's                  | Mcdoludophilie                                                           |                                                                      |
| Jeux vidéo                                    | Vidéoludophilie                                                          | Vidéoludophile                                                       |
| La Joconde (thème)                            | Jocondophilie                                                            |                                                                      |
| Jokers                                        | Jokérophilie                                                             |                                                                      |
| Journaux                                      | Gazettophilie                                                            |                                                                      |
| K                                             |                                                                          |                                                                      |
| Képis                                         | Képiphilie                                                               |                                                                      |
| Kinder surprises                              | Ovokindersurprisophilie                                                  |                                                                      |
| Kit de connexion internet                     | Kittonetconnectophilie                                                   |                                                                      |
| L                                             |                                                                          |                                                                      |
| Lampes                                        | Luminophilie                                                             | Luminophile                                                          |
| Lampes à pétrole                              | Lumipétrophilie                                                          | Lumipétrophile                                                       |
| Lampes à souder, fers à souder                | Lamptérophilie                                                           | Lamptérophile                                                        |
| Lampes de chevet                              | Lumicaputiphilie                                                         | Lumicaputiphile                                                      |
| Lapins                                        | Cuniculophilie                                                           | Cuniculophile                                                        |
| Livres ordinaires                             | Bibliomanie                                                              | Bibliomane                                                           |
| Livres précieux                               | Bibliophilie                                                             | Bibliophile                                                          |
| Loups                                         | Lupiphilie                                                               | Lupiphile                                                            |
| Lunettes                                      | Lynétaphilie                                                             | Lynétaphile                                                          |
| M                                             |                                                                          |                                                                      |
| Machines à calculer                           | Mécarithmophilie                                                         |                                                                      |
| Machines à écrire                             | Mécascriptophilie                                                        |                                                                      |
| Maisons                                       | Domophilie                                                               |                                                                      |
| Maisons en modèle réduit                      | Microdomophilie                                                          |                                                                      |
| Manchots                                      | Sphénisciphilie                                                          |                                                                      |
| Manuscrits sur papier ou papyrus              | Papyrologie                                                              |                                                                      |
| Marque-pages                                  | Signopaginophilie                                                        |                                                                      |
| Marque-pages en papier                        | Chartasignophilie                                                        |                                                                      |
| Marques postales                              | Maximécanophilie ou Marcophilie                                          |                                                                      |
| Marteaux                                      | Marcuphilie                                                              | Marcuphile, Marcuphiliste                                            |
| Marvel                                        | Arvélophilie                                                             |                                                                      |
| Masques                                       | Maschérophilie                                                           |                                                                      |
| McDonald (jeux et jouets)                     | McDoludophilie                                                           |                                                                      |
| Médailles                                     | Médaillite                                                               |                                                                      |
| Menus                                         | Missuphilie ou Libellocénophilie                                         |                                                                      |
| Méreaux                                       | Mérellophilie                                                            |                                                                      |
| Mignonnettes de boissons                      | Buticulamicrophilie                                                      |                                                                      |
| Minéraux                                      | Minéralophilie ou Minéralogie                                            |                                                                      |
| Miniatures de parfum                          | Lécythiophilie                                                           |                                                                      |
| Modèles réduits                               | Miniaturophilie                                                          |                                                                      |
| Mona Lisa (thème)                             | Jocondophilie                                                            |                                                                      |
| Monnaies                                      | Numismatie ou numismatique                                               |                                                                      |
| Monnaies publicitaires                        | Numismatophilie                                                          |                                                                      |
| Montres                                       | Mostrophilie                                                             |                                                                      |
| Moteurs                                       | Enginophilie                                                             |                                                                      |
| Motos                                         | Motophilie                                                               |                                                                      |
| Mots croisés                                  | Cruciverbie                                                              |                                                                      |
| Moulins à café                                | Mylokaphephilie                                                          |                                                                      |
| Moulins à poivre                              | Molipipérophilie                                                         |                                                                      |
| Muselets                                      | Placomusophilie                                                          |                                                                      |
| N                                             |                                                                          |                                                                      |
| Nains de jardin                               | Nanomanie                                                                |                                                                      |
| Nains de jardin avec brouette                 | Nanipabullophilie                                                        |                                                                      |
| Napoléon Bonaparte (thème)                    | Napoléonie                                                               |                                                                      |
| Nœuds papillons                               | Nœudelerophilie                                                          |                                                                      |
| Numéros un de journaux                        | Cocoframophilie                                                          |                                                                      |
| O                                             |                                                                          |                                                                      |
| Objets de bistrot                             | Bistrophilie                                                             |                                                                      |
| Objets de brasserie                           | Tégestophilie                                                            |                                                                      |
| Objets olympiques et sportifs                 | Mémorabilia                                                              |                                                                      |
| Oblitérations postale                         | Marcophilie                                                              |                                                                      |
| Œufs d’oiseaux                                | Ooligistie                                                               |                                                                      |
| Ornements et décors                           | Ornamaphilie                                                             |                                                                      |
| Oiseaux                                       | Ornithologie                                                             |                                                                      |
| Opercules                                     | Operculophilie                                                           |                                                                      |
| Ours en peluche                               | Arctophilie                                                              |                                                                      |
| Outillage ancien                              | Artisanophilie                                                           |                                                                      |
| Ouvre-boîtes                                  | Appertophilie                                                            |                                                                      |
| OVNI (thème)                                  | Ufologie                                                                 |                                                                      |
| P                                             |                                                                          |                                                                      |
| Palets de marelle                             | Marellophilie                                                            |                                                                      |
| Papiers à cigarette                           | Nycopapyrologie                                                          |                                                                      |
| Papiers timbrés                               | Scripophilie                                                             |                                                                      |
| Papiers emballages d'agrumes                  | Agruminvelopapyrophiliste                                                |                                                                      |
| Papillons (Lépidoptères)                      | Lépidoptérophilie                                                        |                                                                      |
| Paquets de cigarettes                         | Nicophilie                                                               |                                                                      |
| Parapluies                                    | Parapluviophilie                                                         |                                                                      |
| Parfums                                       | Odolaphilie                                                              |                                                                      |
| Pendules neuchâteloises                       | Chalunopantaxophilie                                                     |                                                                      |
| Pères Noël                                    | Paternatalophilie                                                        |                                                                      |
| Petites maisons miniatures                    | Microdomophilie                                                          |                                                                      |
| Photos anciennes                              | Daguerréophilie                                                          |                                                                      |
| Phonographes                                  | Phonographophilie                                                        |                                                                      |
| Pièces de monnaie                             | Numismatie ou Numismatique                                               |                                                                      |
| Pierres gravées                               | Lithophilie                                                              |                                                                      |
| Pierres et galets                             | Pétrophilie                                                              |                                                                      |
| Pierres en forme d’animaux                    | Chaillozoophilie                                                         |                                                                      |
| Pigeons                                       | Colombophilie                                                            |                                                                      |
| Pin's (épinglettes)                           | Philopinie ou Pin’sophilie                                               |                                                                      |
| Pipes                                         | Pipomanie                                                                |                                                                      |
| Piraterie (thème)                             | Calvimortapeiratophilie                                                  |                                                                      |
| Plaques de cheminée                           | Plakaminuphilie ou Taquaphilie                                           |                                                                      |
| Plaques de bicyclette                         | Placocyclephilie                                                         |                                                                      |
| Plaques de muselet                            | Placomusophilie                                                          |                                                                      |
| Plaques émaillées                             | Placosmaltophilie                                                        |                                                                      |
| Plaques photographiques en cuivre             | Daguérotypie                                                             |                                                                      |
| Plombs fiscaux                                | Plombophilie                                                             |                                                                      |
| Plumes et porte-plumes                        | Calamophilie                                                             |                                                                      |
| Poids                                         | Pensuphilie                                                              |                                                                      |
| Poivrières                                    | Pépériphilie                                                             |                                                                      |
| Pompes à carburant                            | Gazolinophilie                                                           |                                                                      |
| Porte-clefs                                   | Copocléphilie                                                            |                                                                      |
| Pornographie                                  | Pornophilie                                                              |                                                                      |
| Porte-monnaie                                 | Monéportarophilie                                                        |                                                                      |
| Poste aérienne (timbres)                      | Aérophilatélie                                                           |                                                                      |
| Pots à moutarde                               | Mustarvasophilie                                                         |                                                                      |
| Pots de yaourt                                | Glacophilie                                                              |                                                                      |
| Poules et coqs                                | Gallinophilie                                                            |                                                                      |
| Poupées                                       | Plangonophilie                                                           |                                                                      |
| Préservatifs                                  | Préservatophilie ou sexosécurophilie                                     |                                                                      |
| Publicités                                    | Publiphilie                                                              |                                                                      |
| Pyrogènes                                     | Pyrogénophilie                                                           |                                                                      |
| Q                                             |                                                                          |                                                                      |
| R                                             |                                                                          |                                                                      |
| Radiateurs                                    | Tubiniphilie                                                             |                                                                      |
| Raquettes                                     | Rahaphilie                                                               |                                                                      |
| Rasoirs                                       | Rasophilie                                                               | Rasophile                                                            |
| Revues numéros un                             | Cocoframophilie                                                          |                                                                      |
| Reptiles et serpents                          | Herpétologie                                                             |                                                                      |
| Réveils                                       | Clepsydophilie                                                           |                                                                      |
| Roses (thème)                                 | Rosaflophilie                                                            |                                                                      |
| S                                             |                                                                          |                                                                      |
| Sables                                        | Arénophilie                                                              |                                                                      |
| Sabliers                                      | Sabulométrophilie                                                        |                                                                      |
| Sabots                                        | Sabataphilie                                                             |                                                                      |
| Sacs à vomi d'avions                          | Émétoaérosagophilie                                                      |                                                                      |
| Sacs en plastique                             | Saccuplastikophilie                                                      |                                                                      |
| Salières                                      | Salinophilie                                                             |                                                                      |
| Savonnettes                                   | Saponiphilie                                                             |                                                                      |
| Savonnettes publicitaires                     | Sapopubliphilie                                                          |                                                                      |
| Sceaux                                        | Sigillophilie                                                            |                                                                      |
| Scotchs et whiskies                           | Whiscotchphilie                                                          |                                                                      |
| Serpents et reptiles                          | Herpétologie                                                             |                                                                      |
| Sifflets                                      | Sibilumophilie                                                           |                                                                      |
| Solex                                         | Solexophilie                                                             | Solexophile                                                          |
| Sous-verre de bière (sous-bock)               | Cervalobélophilie ou Tégestologie                                        |                                                                      |
| Souvenirs                                     | Mnémophilie                                                              |                                                                      |
| Stylo                                         | Stylobiliaphilie, Stylumobilophilie, Stylographilie, Stylopubligraphilie | Stylobiliaphile, Stylumobilophile, Stylographile, Stylopubligraphile |
| Sucres enveloppés                             | Glycophilie                                                              |                                                                      |
| Surprises des œufs Kinder                     | Ovokindersurprisophilie                                                  |                                                                      |
| T                                             |                                                                          |                                                                      |
| Tabac (thème)                                 | Tabacophilie                                                             |                                                                      |
| Tabatières                                    | Buxidanicophilie                                                         |                                                                      |
| Taille-crayons                                | Molubdotémophilie                                                        |                                                                      |
| Taquins                                       | Taquinophilie                                                            |                                                                      |
| Téléphones                                    | Phonephilie                                                              |                                                                      |
| Téléphones mobiles                            | Mobilophonephilie                                                        |                                                                      |
| Têtes de mort / piraterie (thème)             | Calvimortapeiratophilie                                                  |                                                                      |
| Tickets de métropolitain                      | Ésitériophilie                                                           |                                                                      |
| Tickets de magasins                           | Ticketophilie                                                            |                                                                      |
| Timbres autres que postaux                    | Paraphilatélie                                                           |                                                                      |
| Timbres fiscaux                               | Philatélie fiscale ou Fiscaphilie                                        |                                                                      |
| Timbres postaux                               | Philatélie                                                               |                                                                      |
| Tintin (thème)                                | Tintinophilie                                                            |                                                                      |
| Tirelires                                     | Tiraliraphilie                                                           |                                                                      |
| Titres de transport                           | Ésitériophilie                                                           |                                                                      |
| Tortues (thème)                               | Chélonéphilie                                                            |                                                                      |
| Touilleurs à cocktail                         | Tudiculaphilie                                                           |                                                                      |
| Toupies                                       | Tupiphilie                                                               |                                                                      |
| Tracteurs                                     | Tractophilie                                                             |                                                                      |
| Trains ; modèles réduits de trains            | Ferrovipathie                                                            |                                                                      |
| Tramways ou trolleys                          | Tramophilie                                                              |                                                                      |
| Trèfles à quatre feuilles                     | Ultratrifoliophilie                                                      |                                                                      |
| U                                             |                                                                          |                                                                      |
| Uniformes                                     | Uniformologie                                                            |                                                                      |
| Ustensiles de cuisine                         | Cuisinophilie                                                            |                                                                      |
| V                                             |                                                                          |                                                                      |
| Vaches (thème)                                | Vaccaphilie                                                              |                                                                      |
| Vases à fleurs                                | Florevasophilie                                                          |                                                                      |
| Vélos                                         | Vélocipédie                                                              |                                                                      |
| Ventilateurs                                  | Ventilaphilie                                                            |                                                                      |
| Vieux outils                                  | Artisanophilie                                                           |                                                                      |
| Vignettes                                     | Érinnophilie                                                             |                                                                      |
| Violons et instruments à corde                | Lutherie                                                                 |                                                                      |
| Voitures (thème)                              | Autophilie                                                               |                                                                      |
| W                                             |                                                                          |                                                                      |
| Whiskies et scotchs                           | Whiscotchphilie ou Whiscophilie                                          |                                                                      |
| X                                             |                                                                          |                                                                      |
| Y                                             |                                                                          |                                                                      |
| Z                                             |                                                                          |                                                                      |